# Tuyến Yonesaka
Tuyến Yonesaka (米坂線 Yonesaka-sen) là một tuyến đường sắt ở Nhật Bản, được điều hành bởi Công ty Đường sắt Đông Nhật Bản (JR East). Tuyến này kết nối ga Yonezawa ở Yamagata với ga Sakamachi ở Niigata. Nó có thể kết nối với các tuyến Yamagata Shinkansen, Ōu chính tại Yonezawa và với tuyến Uetsu chính tại ga Sakamachi.
Tuyến này chỉ có thể dừng tại các ga Uzen-Komatsu, Imaizumi, Uzen-Tsubaki, Oguni, Echigo-Kanamaru và Echigo-Shimoseki.